# یوزف بیکن
یوزف بیکن (هلندی: Joseph Beecken؛ زادهٔ ۱۱ آوریل ۱۹۰۴ - درگذشته نامشخص) بوکسور اهل بلژیک بود.